# ميكروتوكس للمقايسة الحيوية

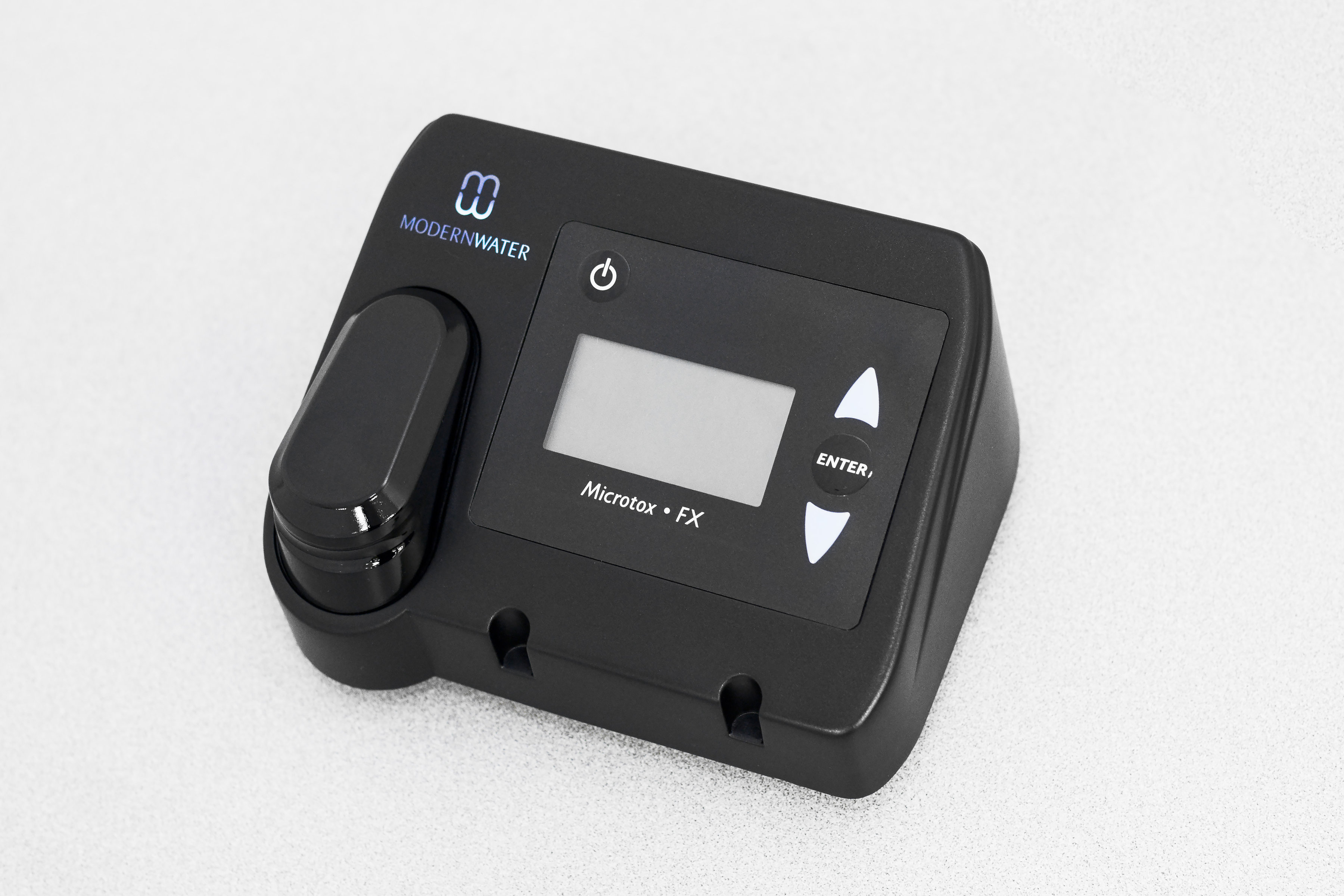
ميكروتوكس اف اكس

ميكروتوكس هو نظام اختبار مخبري يَستخدم بكتيريا الإضاءة الحيوية للكشف عن المواد السامة في الركائز المختلفة مثل الماء والهواء والتربة والرواسب. بكتيريا الإضاءة الحيوية هي بكتيريا بحرية لا تتسب بالأمراض وتتلألأ كجزء طبيعي من عملية التمثيل الغذائي الخاصة بها. عند التعرض لمادة سامة، تتعطل العملية التنفسية للبكتيريا، مما يقلل من إخراج الضوء. تتمثل الاستجابة للسمية كتغيير في التلألؤ، وهو منتج ثانوي للتنفس الخلوي.

## خلفية
تم تطوير جهاز ميكروتوكس بواسطة Azur Environmental (شركة Microbics سابقًا) في عام 1979 كبديل أقل تكلفة من اختبارات السُّمية المُتاحة في ذلك الوقت. كانت غالبية اختبارات السمية المتاحة قبل جهاز ميكروتوكس تقيس سُّمية للمياه وتُركز بشكل خاص على الأسماك والدفنيات. بعد ميكروتوكس، أصبح الطريقة القياسية لاختبار سمية الماء بالإضافة إلى سمية الركائز الأخرى مثل التربة والرواسب.
يستخدم ميكروتوكس بكتيريا ضوئية حيوية لتحديد سمية مادة و / أو ركيزة معينة. أثناء عملية التمثيل الغذائي الخلوي، تبعث هذه البكتيريا بشكل طبيعي الضوء كجزء من التنفس الخلوي، والذي يمكن قياسه على أنه تألق. عند التعرض للمواد السامة، يمكن ملاحظة انخفاض في اللمعان ويمكن أن يرتبط التغير في النسبة المئوية في اللمعان ارتباطًا مباشرًا بالسمية. تم اختيار بكتيريا Allivibrio fischeri على وجه التحديد، حيث يمكن الحفاظ على هذه البكتيريا عن طريق التجفيف بالتجميد لزيادة مدة الصلاحية والاستخدام.

## المواد

### محللات
نموذج ميكروتوكس 500 هو مقياس مخبري لقياس الضوء ويستخدم لتحديد السمية الشديدة. هذا المحلل عبارة عن نظام قياس حساس حيوي يتم التحكم في درجة حرارته وذاتي المعايرة ويستخدم التلألؤ الحيوي لـبكتيريا Allivibrio fischeri لتحديد سمية المياه الملوثة أو مواد التربة والرواسب الملوثة.

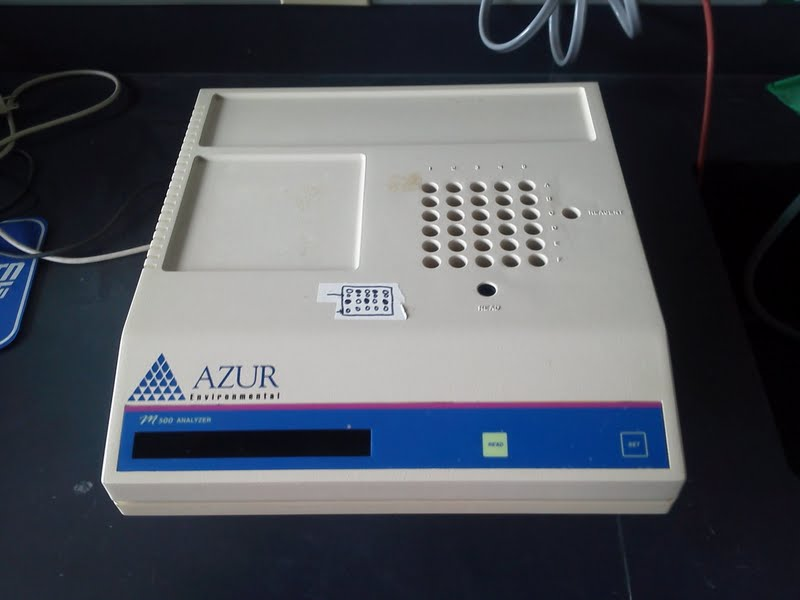
نموذج ميكروتوتكس 500

جهاز مراقبة السمية المستمرة ميكروتوكس هو محلل ميكروتوكس الذي يقيس باستمرار سمية مصدر المياه ويوفر نتائج فورية. يمتلك هذا المحلل نطاق اكتشاف واسع يمكنه تحديد العديد من الملوثات في وقت واحد سواء كانت هناك معرفة بمصدر التلوث أم لا. يتمتع هذا الجهاز بالقدرة على العمل بشكل مستمر لمدة تصل إلى 4 أسابيع، كما أنه سهل التشغيل والصيانة.
DeltaTox II عبارة عن أداة محمولة يمكن استخدامها لإجراء اختبار السمية الشديدة واختبار ثلاثي فوسفات الأدينوزين (ATP). يُعرف هذا الجهاز أيضًا باسم النسخة المَحمولة من نموذج ميكروتوكس 500، ويوفر اختبارًا أبسط، ويستخدم أحجام عينات أصغر، وهو أداة أقل تكلفة لتحليل عينات المياه. ان محلل DeltaTox II قادر على اكتشاف التلوث الجرثومي، بالإضافة إلى أكثر من 2700 مادة كيميائية مختلفة.

### الكاشف والمحاليل

#### نموذج ميكروتوكس 500 وميكروتوكس FX
العمر الإنتاجي للكاشف الحاد هو سنتان والعمر الافتراضي للحلول ثلاث سنوات عند تخزينها بشكل صحيح.
كاشف ميكروتوكس الحاد عبارة عن مزرعة مجففة بالتجميد من بكتيريا Allivibrio fischeri يتم إعادة تكوينها قبل الاختبار. الكاشف حساس للوقت، قد تتغير حساسية الكاشف بعد الفترة الزمنية المستحسنة. يُوصى باستخدام الكاشف خلال ثلاث ساعات من إعادة التكوين.
محلول ميكروتوكس للتعديل الاسموزي هو محلول غير سام يُصنع من 22٪ كلوريد الصوديوم ومياه شديدة النقاء. يضاف هذا المحلول إلى عينة لضبط الضغط الأسموزي إلى ما يقرب من 2٪ كلوريد الصوديوم.
يتكون محلول إعادة التكوين من مياه نقية فائقة النقاء، غير سامة يتم إعدادها خصيصًا.
المخفف هو محلول غير سام يتكون من 2٪ كلوريد الصوديوم في ماء فائق النقاء. يستخدم هذا المحلول لتخفيف العينة والكاشف.

## أساليب

### تحضير العينات
يمكن استخدام ميكروتوكس على مجموعة متنوعة بما في ذلك مياه الشرب، ومياه الأمطار، والنفايات السائلة، والمخلفات الصناعية، والتربة، والرواسب. أغلب العينات لا تتطلب تحضيرا خاصا قبل الاختبار باستثناء ضبط الملوحة إلى 2٪. ومع ذلك، فإن العينات التي لها خصائص معينة، مثل العينات ذات مستويات التعكر العالية، قد تتطلب إعدادًا خاصًا. إذا كانت العينات تحتاج إلى خفض نسبة الملوحة، فيمكن تحقيق ذلك عن طريق إضافة محلول ميكروتوكس للضبط التناضحي لتخفيف نسبة الملوحة في العينة. أما في حالة الحاجة إلى زيادة الملوحة، يمكن تحقيق ذلك عن طريق إذابة كلوريد الصوديوم الصلب في العينة لتحقيق درجة ملوحة تصل إلى 2٪ لحماية بكتيريا Allivibrio fischeri . أما العينات شديدة التعكر التي تحتوي على الجسيمات، فانه يجب فصلها قبل إجراء الاختبار، إن عدم فصلها يؤدي إلى احتمالية أن تتداخل الجسيمات الموجودة في العينة مع التلألؤ البيولوجي للبكتيريا عن طريق امتصاص الضوء وبالتالي إعطاء نتائج مضللة للاختبار. قد تؤثر العينات شديدة الألوان كالأحمر أو البني أو الأسود على التلألؤ أيضا، بحيث من الممكن أن يحدث تداخل في اللمعان. قد يكون من الضروري أخذ عينات من أجهزة الطرد المركزي للحصول على وضوح مقبول للاختبار. إذا كانت العينات تحتوي على الكلور، فقد يؤدي ذلك إلى تغيير سمية بكتيريا Allivibrio fischeri وإعطاء نتائج مضللة. يمكن إزالة الكلور من العينات باستخدام ثيوسلفات الصوديوم ومحلول الماء منزوع الأيونات الذي لا يؤثر على نتائج الاختبار. إن الوضع المثالي يشير إلى انه لا ينبغي تعديل الرقم الهيدروجيني للعينات حيث انه من الأفضل اختبار كل عينة عند مستوى الرقم الهيدروجيني الأصلي. ومع ذلك، إذا كان من الضروري تعديل الرقم الهيدروجيني، فيجب القيام بذلك عن طريق إضافة محلول هيدروكسيد الصوديوم أو حمض الهيدروكلوريك إلى العينة.
على عكس عينات المياه، فإن عينات التربة والرواسب ليست متجانسة. نتيجة لذلك، من الصعب الحصول على عينات تمثيلية. من المحتمل أن ترتبط المواد السامة بالجسيمات، ويعتمد مدى ارتباط المواد السامة على تكوين الجسيمات. على سبيل المثال، تميل الجسيمات الأصغر مثل الطين إلى الارتباط بشدة بالمواد الكيميائية، وتعمل مثل راتنجات التبادل الأيوني. تختلف اختبارات ميكروتوكس للرواسب والتربة في طريقة تحضير المصفوفة للتلامس مع بكتيريا Allivibrio fischeri . للحصول على عينة ممثلة للتربة أو الرواسب، من الضروري إجراء اختبار توتر. يمكن تحضير المواد الملوثة للرواسب من خلال الاستخلاص بالماء المقطر أو الماء المالح أو مذيب عضوي.

### إجراءات
هناك خمسة اختبارات ميكروتوكس رئيسية وهي الاختبار الأساسي واختبار نسبة 100٪ واختبار المرحلة الصلبة واختبار المقارنة واختبار التثبيط. من بين هذه الاختبارات الخمسة، يتم استخدام ثلاثة اختبارات للرواسب والتربة بما في ذلك الاختبار الأساسي واختبار 100٪ واختبار المرحلة الصلبة.
الاختبار الأساسي للسمية الشديدة هو إجراء يقيس السمية النسبية الشديدة للعينة. يستحدم الاختبار الأساسي للسمية الشديدة لاختبار عينات غير معروفة السمية، أو مستوى عالٍ من السمية، أو عندما تكون نتائج الاختبار مطلوبة لتوفير أعلى ثقة ودقة.
اختبار السمية الحادة 100٪ إجراء يختبر العينة بتركيز عينة بنسبة 100٪ ونتيجة لذلك يتضمن إضافة محلول الكاشف مباشرة إلى العينة. يستخدم هذا الاختبار للعينات التي يُتوقع أن يكون لها مستوى منخفض من السمية ويستخدم بشكل عام كأداة فحص بيئي. بالمقارنة مع الاختبار الأساسي، فإن النتائج تكون أقل دقة.
اختبار المرحلة الصلبة للسمية الحادة هو إجراء يسمح لكائن الاختبار بالاتصال المباشر بالعينة الصلبة كجسيمات في معلق مائي. عادة، يوفر هذا الاختبار نتائج تشير إلى سمية متساوية أو أعلى عند مقارنتها باختبارات شطف أو مسام المياه لنفس العينة. هذا بسبب التوافر البيولوجي المتساوي أو المتزايد الناتج عن الاتصال المباشر. يخضع هذا الاختبار لعدة مصادر لتداخل اللمعان بما في ذلك فقدان البكتيريا من تأثيرات أخرى غير السمية مثل ترشيح العينة؛ امتصاص الضوء بسبب اللون؛ وتشتت الضوء بسبب العكورة.
تعتبر اختبارات مقارنة السمية الحادة والتثبيط أفضل الإجراءات لاختبار العينات ذات المستوى المنخفض من السمية. يوصى بهذه البروتوكولات لاختبار النفايات السائلة لمحطة معالجة مياه الصرف الصحي وجريان مياه الأمطار ومياه الشرب ومياه المسام والشطف. تستخدم هذه الاختبارات عدة مكررات لعينة بتركيز واحد. يستخدم بروتوكول اختبار المقارنة قراءات ضوئية صفرية مثل التي يستخدمها الاختبار الاساسي والتي تستخدم لتصحيح قراءات مستوى الضوء الموقوت.

### برنامج ميكروتوكس Omni
تم تطوير برنامج Microtox Omni بواسطة Azur Environmental والذي يسمح لمستخدمي نموذج ميكروتوكس 500 بإجراء الاختبارات وتصور البيانات وحساب الإحصائيات وإنشاء التقارير. يحتوي هذا البرنامج على مجموعة من النماذج لجميع اختبارات السمية شائعة الاستخدام ويسمح لك بالتعديل أو الإضافة إلى القوالب المتوفرة. يحسب هذا البرنامج الطريقة الأكثر فاعلية لإعداد الاختبار المطلوب على محلل ميكروتوكس 500. يتم أيضًا تضمين مرشد اختبار الذي يقدم إرشادات لاخراء الاختبارات.

## تطبيق
ميكروتوكس يستخدم من خلال مجموعة مختلفة من التطبيقات البيئية والصناعية. التطبيقات الشائعة هي اختبار سمية كل من المياه البحرية والمياه العذبة، وكذلك رواسب مبيدات الآفات والمواد الكيميائية العضوية وغير العضوية الأخرى.
مياه الشرب: يستخدم ميكروتوكس لاختبار مصادر مياه الشرب في العديد من المناطق التي يكون بها التلوث ممكنا. تشير الملوثات السامة في مياه الشرب إلى تغيير لون أو شدة الضوء، أو عن طريق تغيير معدل استخدام الأكسجين.
البحيرات والأنهار: يستخدم ميكروتوكس لاختبار سمية رواسب البحيرات والأنهار الملوثة بالمعادن أو غيرها من الملوثات. ويستخدم اختبار المرحلة الصلبة للرواسب، بينما يستخدم الاختبار الأساسي أو اختبار نسبة 100٪ للمياه.
اختبار الرواسب: يستخدم ميكروتوكس لاختبار وتقييم سمية مختلف رواسب المياه العذبة والبحرية الملوثة بالمعادن والمواد العضوية.
المجال الصناعي: يستخدم اختبار ميكروتوكس الحيوي في تقييم سمية مصادر النفايات السائلة الصناعية المعقدة. إنها طريقة فعالة قليلة التكلفة لقياس واختبار أعداد كبيرة من العينات. يمكن أيضًا تطبيق ميكروتوكس كنظام إنذار مبكر والمساعدة في الكشف عن وجود مواد سامة، وكذلك التنبؤ بنتائج الاختبارات الحيوية والاختبارات الأخرى.
تم اخضاع مكيروتوكس للتجربة على الحيوانات.

## الأهمية البيئية
أشارت العديد من الدراسات التي تقارن نتائج ميكروتوكس مع مؤشرات السمية للأسماك والقشريات والطحالب إلى وجود علاقة إيجابية مما يؤكد إلى الأهمية البيئية لميكروتوكس. ومع ذلك، فقد تم الإشارة إلى أن تأثير اللمعان على بقاء الكائنات الحية غير معروف. بالإضافة إلى وجود مخاوف بشأن استخدام مستخلصات الرواسب وليس الرواسب نفسها. من الممكن أن يتم اختبار الملوثات القابلة للذوبان في الماء فقط، ولكنها قد لا تمثل النطاق الكامل للملوثات الموجودة في الرواسب. قد تزيل المستخلصات أيضًا الملوثات غير المتوفرة بيولوجيًا. وهذا يمكن أن يؤدي إلى تقدير زائد أو ناقص للملوثات وتأثيراتها البيولوجية.